# Медаль «За заслуги» (Индия)
Медаль «За заслуги» (англ. Meritorious Service Medal) — военная государственная награда Индии, учреждённая Президентом страны 26 февраля 1957 года. Вручается военнослужащим рядового и сержантского состава за безупречную службу продолжительностью не менее 15 лет. Награждение производится в День Республики и День независимости Индии.

## История учреждения
Медаль была учреждена Указом Президентского секретариата (№ 19-Pres/57 от 26.02.1957) с последующими изменениями в 1969 и 1984 годах.

## Условия награждения
Медалью награждаются:
- В ВМС — старшины, главные старшины, и их эквиваленты в других родах сил.
- В армии — сержантский состав.
- В ВВС — уорент-офицеры, флайт-сержанты и сержанты

Учитывается только служба, засчитываемая при начислении пенсии и гратификации. Количество награждений ограничено квотами, устанавливаемыми правительством для каждого вида вооружённых сил.

## Описание награды

### Медаль
Круглой формы диаметром 1,42 дюйма (≈36 мм), изготавливается из стерлингового серебра. На аверсе изображён Государственный герб Индии высотой 7/8 дюйма (≈22 мм) с девизом, окружённый декоративными лотосовыми бутонами. На реверсе — надпись «FOR MERITORIOUS SERVICE» в венке из лотосов.

### Лента
Шёлковая, коричневого цвета, шириной 1,25 дюйма (≈32 мм), с белыми краями и тремя вертикальными полосками (красной, тёмно-синей и голубой) по центру.

## Порядок ношения
Медаль носится на левой стороне груди с помощью стандартной подвески. При награждении более высокой наградой медаль может быть заменена на соответствующую планку.

## Лишение награды
Награда может быть отозвана в случае:
- Увольнения со службы
- Разжалования
- Получения офицерского звания
- Совершения проступков, порочащих звание военнослужащего